# Liste der Biografien/Zey
Liste der Biografien |
Portal Biografien |
Personensuche
# |
A |
B |
C |
D |
E |
F |
G |
H |
I |
J |
K |
L |
M |
N |
O |
P |
Q |
R |
S |
T |
U |
V |
W |
X |
Y |
Z |
?
 
Za |
Zb |
Zc |
Zd |
Ze |
Zf |
Zg |
Zh |
Zi |
Zj |
Zk |
Zl |
Zm |
Zn |
Zo |
Zr |
Zs |
Zu |
Zv |
Zw |
Zy |
Zz
 
Zea |
Zeb |
Zec |
Zed |
Zee |
Zef |
Zeg |
Zeh |
Zei |
Zej |
Zek |
Zel |
Zem |
Zen |
Zeo |
Zep |
Zeq |
Zer |
Zes |
Zet |
Zeu |
Zev |
Zew |
Zey |
Zez
Die Liste der Biografien führt alle Personen auf, die in der deutschsprachigen Wikipedia einen Artikel haben. Dieses ist eine Teilliste mit 41 Einträgen von Personen, deren Namen mit den Buchstaben „Zey“ beginnt.

## Zey
- Zey, Claudia (* 1963), deutsche Historikerin für Mittelalterliche Geschichte und Hochschullehrerin
- Zey, René (* 1955), deutscher Autor von Sach- und Unterhaltungsbüchern

### Zeyb
- Zeybek, Çetin (1932–1990), türkischer Fußballspieler
- Zeybek, Halil (* 1985), türkischer Fußballspieler
- Zeybek, Hüseyin (* 1968), griechischer Apotheker sowie Politiker der sozialistischen Partei Syriza
- Zeybek, Namık Kemal (* 1944), türkischer Politiker und Kolumnist
- Zeybek, Uygar Mert (* 1995), türkischer Fußballspieler
- Zeybek, Yazgülü (* 1986), deutsche Politikerin (Bündnis 90/Die Grünen)Yazgülü Zeybek (* 1986)

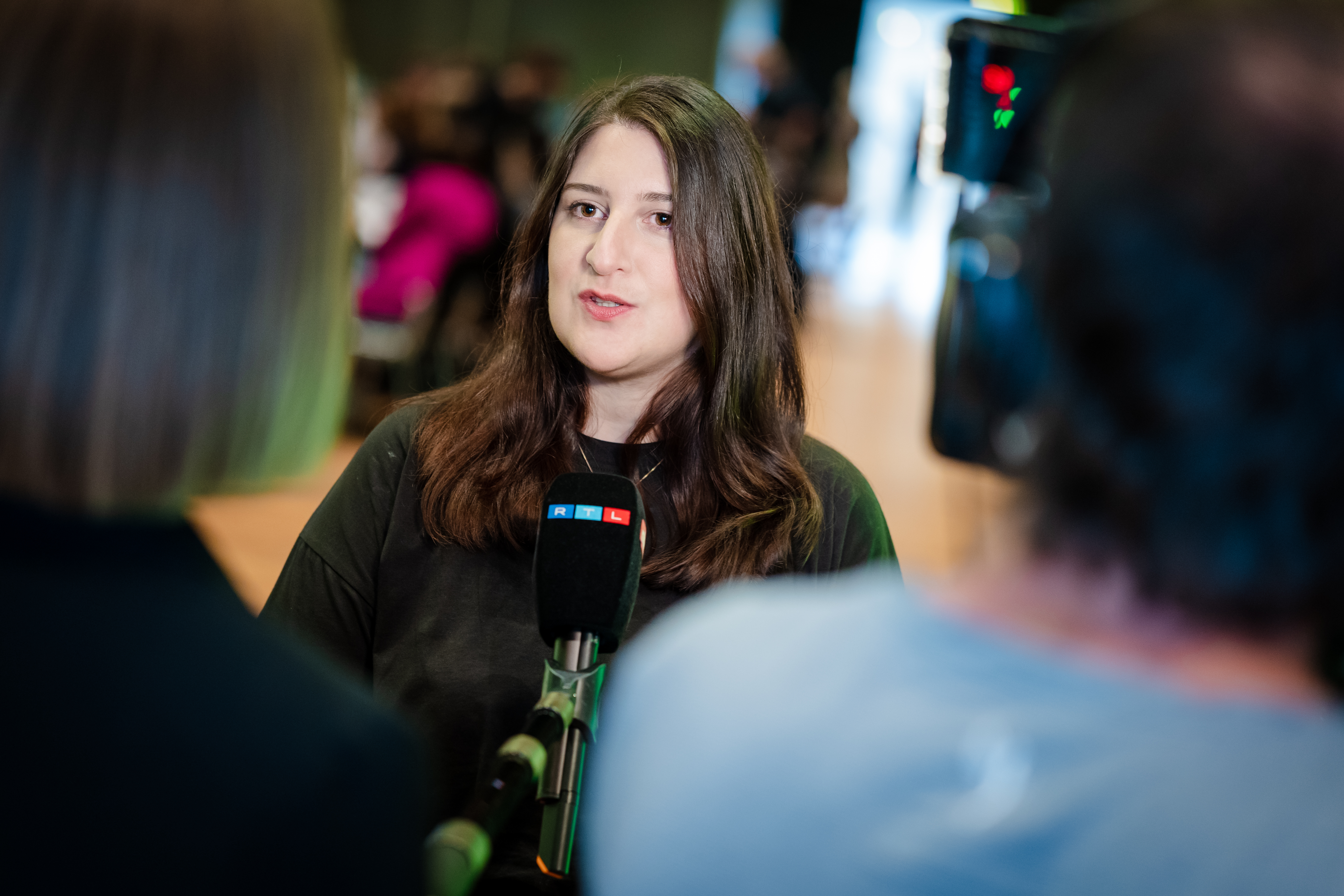
Yazgülü Zeybek (* 1986)

- Zeybekçi, Nihat (* 1961), türkischer Politiker und Unternehmer

### Zeye
- Zeye, Hugo (1852–1909), deutscher Vizeadmiral
- Zeyen, Christina (* 1975), deutsche Basketballspielerin
- Zeyen, Justus (* 1963), deutscher Pianist und Liedbegleiter
- Zeyen, Stefan (* 1967), deutscher Generalmajor der Bundeswehr
- Zeyen-Giles, Annika (* 1985), deutsche Rollstuhl-Basketballspielerin
- Zeyer, Albert (1895–1972), Schweizer Architekt
- Zeyer, Alexander (* 1993), deutscher Politiker (CDU)
- Zeyer, Andreas (* 1968), deutscher Fußballspieler
- Zeyer, Johann (1894–1970), österreichischer Politiker (ÖVP), Landtagsabgeordneter
- Zeyer, Joseph (1801–1875), Jurist und Politiker
- Zeyer, Julius (1841–1901), tschechischer Schriftsteller, Dichter und Dramaturg deutsch-französischer Abstammung
- Zeyer, Karl von (1839–1920), württembergischer Beamter, Finanzminister
- Zeyer, Kirstin (* 1967), deutsche Philosophin und Hochschullehrerin
- Zeyer, Michael (* 1968), deutscher Fußballspieler
- Zeyer, René (* 1955), deutsch-schweizerischer Journalist und Autor
- Zeyer, Werner (1929–2000), deutscher Politiker (CDU), MdB, MdEP, MdL

### Zeyf
- Zeyfang, Florian (* 1965), deutscher Konzeptkünstler, Filmemacher

### Zeyh
- Zeyher, Carl Ludwig Philipp (1799–1858), deutscher Botaniker
- Zeyher, Johann Michael (1770–1843), deutscher Gärtner und Botaniker

### Zeyl
- Zeylmans van Emmichoven, Frederik Willem (1893–1961), niederländischer Psychiater und Anthroposoph

### Zeyn
- Zeyn, Willy junior (1907–1983), deutscher Filmeditor und Filmproduzent
- Zeyn, Willy senior (1876–1946), deutscher Filmregisseur und Drehbuchautor
- Zeynallı, Asəf (1909–1932), aserbaidschanischer Komponist und Musikpädagoge
- Zeynek, Theodor von (1873–1948), österreichischer Oberst
- Zeynek, Wolfgang von (1908–1995), deutscher Jurist
- Zeynelabidin, Emel (* 1960), deutsch-türkische Muslimin
- Zeynsler, Michael, deutscher Bildschnitzer

### Zeyr
- Zeyrek, Ferdi (1977–2025), türkischer Architekt und PolitikerFerdi Zeyrek (1977–2025)

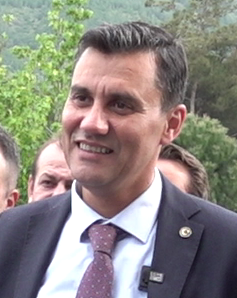
Ferdi Zeyrek (1977–2025)

- Zeyrek, Turgut Haci (* 1967), türkischer Klassischer Archäologe
- Zeyringer, Klaus (* 1953), österreichischer Germanist und Kulturpublizist

### Zeyt
- Zeytinoğlu, Kemal (1911–1959), türkischer Ingenieur und Politiker
- Zeytullayev, Ilyos (* 1984), usbekischer Fußballspieler